# Jean-Philippe Roy
Pour les articles homonymes, voir Roy.
Jean-Philippe Roy, né à Rimouski le 18 février 1979, est un skieur alpin canadien. Il est spécialiste des épreuves techniques (sa meilleure discipline est le slalom géant) et court aussi en combiné.

## Biographie
Né à Rimouski, il réside à Sainte-Flavie.
Membre du club de Mont-Comi, il commence à courir officiellement en 1994-1995. En 1998, il monte sur son premier podium en Coupe nord-américaine à Sun Peaks en slalom géant. Un an plus tard, Roy connaît sa première expérience avec les séniors, prenant part aux Championnats du monde à Beaver Creek (30e du slalom géant), avant de classer notamment cinquième en slalom aux Championnats du monde junior. Il fait see débuts en Coupe du monde quelques mois plus tard à Tignes.
Il marque ses premiers points en Coupe du monde en octobre 2000 au slalom géant de Sölden (27e) et obtient son premier top dix un an plus tard en slalom à Kranjska Gora (neuvième).
En 2002-2003, il manque la majeure partie de la saison en raison d'une blessure au poignet. Deux ans plus tard, alors qu'il a fini troisième de la première manche du slalom géant des Championnats du monde à Bormio, il tombe sur la deuxième manche et se rompt le ligament croisé antérieur.
Le meilleur résultat de Roy sur le circuit de la Coupe du monde est cinquième en slalom géant à Alta Badia en décembre 2004 et finit six fois dans le top dix au total. Roy a aussi fini deux fois dans le top 10 aux Championnats du monde : huitième sur le combiné en 2001 à Sankt Anton et septième en 2007 à Åre dans le slalom géant. Il signe ses derniers top dix en Coupe du monde en 2009 à Kranjska Gora et Sölden en slalom géant, résultat qui le rend sélectionnable pour les Jeux olympiques de Vancouver 2010, avant qu'une chute à Val d'Isère lui ote toute chance de concourir (rupture du ligament croisé antérieur). Depuis 2010, il court seulement en slalom géant.
Roy a pris part à deux reprises aux Jeux olympiques, en 2002 à Salt Lake City et en 2006 à Turin, où échoue à chaque fois à terminer le slalom géant et le slalom spécial. Il compte un seul résultat : huitième du combiné en 2002.
Il a pris sa retraite sportive en 2013 et commence une formation pour devenir ostéopathe.

## Palmarès

### Jeux olympiques
| Épreuve / Édition | Salt Lake City 2002 | Turin 2006 |
| Slalom géant      | Abandon             | Abandon    |
| Slalom            | Abandon             | Abandon    |
| Combiné           | 8e                  |            |

### Championnats du monde
| Épreuve / Édition | Vail/Beaver Creek 1999 | Sankt Anton 2001 | Saint-Moritz 2003 | Bormio 2005 | Åre 2007 | Val d'Isère 2009 |
| Slalom géant      | 30e                    | Abandon          | 29e               | Abandon     | 7e       | Abandon          |
| Slalom            | Abandon                | Abandon          |                   |             |          |                  |
| Combiné           |                        | 8e               |                   |             |          |                  |

### Coupe du monde
- Meilleur classement général : 58e en 2002.
- Meilleur résultat : 5e.

#### Classements détaillés
| Saison/Classement | Général | Slalom géant | Slalom |
| Saison/Classement | Class.  |              |        |
| Class.            |         |              |        |
| Class.            |         |              |        |
| ----------------- | ------- | ------------ | ------ |
| 2001              | 132e    | 51e          | -      |
| 2002              | 58e     | 29e          | 24e    |
| 2003              | 140e    | 51e          | -      |
| 2004              | 103e    | 45e          | 49e    |
| 2005              | 64e     | 24e          | 42e    |
| 2006              | 96e     | 37e          | 54e    |
| 2008              | 93e     | 33e          | -      |
| 2009              | 81e     | 24e          | -      |
| 2010              | 91e     | 26e          | -      |
| 2011              | 135e    | 40e          | -      |
| 2012              | 86e     | 29e          | -      |
| 2013              | 120e    | 40e          | -      |

### Coupe nord-américaine
- 2e du classement général en 2001.
- Premier du classement de slalom géant en 2001.
- 17 podiums, dont 5 victoires.

### Championnats du Canada
- 4 titres en slalom géant : 2000, 2001, 2002 et 2004.
- 1 titre en slalom : 2001.
- 1 titre en combiné : 2001.

## Honneurs
- 2003 : Médaille de l'Assemblée nationale[6]
- 2006 : Médaille de l'Assemblée nationale[7]